# Nach Paris der Liebe wegen
Nach Paris der Liebe wegen ist eine britische Filmkomödie aus dem Jahr 1955 von Robert Hamer mit Alec Guinness in der Hauptrolle.

## Handlung
Der traditionsbewusste Schotte Colonel Sir Edgar Fraser ist seit geraumer Zeit verwitwet und ebenso solo wie sein Sohn John. Er findet, dass es Zeit wird, an diesem Zustand etwas zu ändern und John endlich auch einmal jemanden außerhalb der Adelskreise kennen lernen sollte. Als Edgar und John gemeinsam nach Paris, „der Stadt der Liebe“, reisen, geht der Offizier alsbald auf die Suche für eine passende Frau. Er ahnt zunächst nicht, dass sein Sohn genau das gleiche mit ihm vorhat und den Schottenrock tragenden Vater endlich wieder unter die Haube bringen will. John findet, dass die attraktive Witwe Sylvia Gilbert genau die Richtige für den Herrn Papa wäre. Auch Sir Edgar ist derweil fündig geworden und hat für seinen Filius die charmante junge Französin Lizette Marconne ausgespäht. Das Schicksal aber will es, dass die Dinge nicht genau so laufen, wie sich das die beiden kultivierten Schotten vorgestellt haben, zumal sich die beiden Damen nicht so leicht an jemanden verkuppeln lassen.
Nach mehreren Verwicklungen laufen die Fäden im schicken Landsitz der französischen Adelsfamilie de Colville zusammen: Dort stellt sich heraus, dass die Tochter des Hauses, Suzanne de Colville, in John verliebt ist, was insofern ein Problem ist, da sich John in der Zwischenzeit ausgerechnet in diejenige Frau verliebt hat, die er für seinen Vater vorgesehen hatte, nämlich Sylvia! Suzanne malt sich dennoch gute Chancen aus, erkennt sie doch recht schnell, dass die Sache zwischen John und Sylvia nur eine flüchtige, kleine Liebelei war. Edgar wiederum ist dasselbe mit Lizette passiert: er hat sich in das deutlich jüngere Mädchen, seiner Schwiegertochter in spe, verguckt! Doch seine Erfahrung sagt ihm rasch, dass dies nicht gut enden könne, und beide verbleiben als gute Freunde. Schließlich findet der Junior doch noch zu seiner Herzdame, die ihn aus dem goldenen Käfig eines schottischen Schlosses herausholt, während Vater Edgar sich allmählich mit dem Gedanken anfreundet, eine Beziehung mit Sylvia einzugehen.

## Entstehung
| Figur                 | Darsteller        | Deutscher Sprecher    |
| --------------------- | ----------------- | --------------------- |
| Col. Sir Edgar Fraser | Alec Guinness     | Siegfried Schürenberg |
| Lizette Marconne      | Odile Versois     | Ruth Siegmeier        |
| John Fraser           | Vernon Gray       | Gerd Vespermann       |
| Sylvia Gilbert        | Élina Labourdette | Gertrud Meyen         |
| Victor de Colville    | Jacques François  | Wolf Rahtjen          |
| Leon de Colville      | Austin Trevor     | Curt Ackermann        |
| Aristide Marconnet    | Jacques Brunius   | Wolfgang Engels       |
| Pierre                | Michael Anthony   | Hermann Lenschau      |

Nach Paris der Liebe wegen, auch bekannt unter dem Zweittitel Verliebt in Paris, entstand 1954 in Großbritannien und Frankreich (Paris) und wurde am 11. Januar 1955 in London uraufgeführt. Die deutsche Premiere fand am 8. Mai 1959 statt. Deutsche Fernsehpremiere war am 13. Juli 1988 auf Sat.1.
Earl St. John übernahm die Herstellungsleitung. Maurice Carter gestaltete die Filmbauten, Terence Marsh arbeitete ihm als Zeichner zu. Muir Mathieson war Dirigent. Nach Die seltsamen Wege des Pater Brown war diese Komödie bereits Guinness’ zweiter filmische Ausflug nach Frankreich in kürzester Zeit.

## Kritiken
Der Spiegel schrieb in seiner Ausgabe vom 3. Juni 1959: „Alec Guinness fährt als schottischer Aristokrat im klassisch steifgebügelten Rolls-Royce der Seine-Stadt entgegen: um seinen ländlich-tumben Sohn (Vernon Gray) dort in der Balz anzulernen. Diese Ausgangsposition gibt Guinness die schauspielerisch dankbare Gelegenheit, sich dem für den Sohn erwählten Liebesobjekt (Odile Versois) selbst werbend und in den Grenzen seines Alters zu nähern, maßvoll Hoffnung zu nähren und schließlich mit Anstand zu resignieren. Dabei gerät er in luxuriös möblierte Szenerien, ergötzlich zwischen Respektsperson und komischer Figur pendelnd, in eine Reihe von Situationen, die sein Lieblings-Regisseur Robert Hamer zu allerlei bedächtigem und harmlosem Ulk ausgearbeitet hat.“
Sandra Brennan nannte den Film bei AllMovie eine „lebhafte britische, romantische Komödie.“
In RadioTimes ist zu lesen: „Eine liebenswürdige, unbeschwerte Übung in der Nachkriegszeit, bei der Alec Guinness und Vernon Gray als Vater und Sohn sich in Gleichmäßigkeit überbieten und für den anderen amouröse Abenteuer planen. Die folgenden Komplikationen werden durch Guinness' fesselnde Performance belebt … Sowohl die Hauptdarstellerin, die schöne Odile Versois, als auch Paris selbst sind Mitte der 1950er Jahre in entzückendem Technicolor, und dieser Film, wenn auch unerheblich, wird oft beschämenderweise unterschätzt.“
Das Lexikon des Internationalen Films urteilt: „Charmante Komödie mit leichthändig gesetzten Pointen; hervorragend gespielt.“
Der Movie & Video Guide meinte, diese „sosolala-Komödie sollte Guinness-Fans und Francophile amüsieren“.
Halliwell‘s Film Guide verriss den Streifen mit den Worten „Dünner, enttäuschender Quatsch, der kurz ist aber lang erscheint“.